# هاليدي هيلز (إلينوي)
هاليدي هيلز (بالإنجليزية: Holiday Hills)‏ هي منطقة سكنية تقع في الولايات المتحدة في إلينوي. يقدر عدد سكانها بـ 831 نسمة .

## الموقع الجغرافي
الموقع الجغرافي للمناطق المحيطة بهذه النقطة هو كالتالي: